# Where Do the Children Play?
Where Do the Children Play? är en låt av brittiske folkrockartisten Cat Stevens, senare känd som Yusuf Islam. Den var inledningsspår på albumet Tea for the Tillerman 1970.
Sångtexten beskriver medvetandet om det sena 1960-talets tumult, med krig, stadsutbredning, fattigdom, miljöproblem, och mänsklighetens historia. Samma teman och oro förekommer senare i många av hans låtar.
I sångtexten formuleras en retorisk fråga om man inte glömmer nödvändigheter, vilket även upprepas i refrängen:  We're changing day to day,but tell me, where do the children play?
Låten användes även som musik till filmen Harold and Maude 1971.  Filmen, regisserad av Hal Ashby och skriven av Colin Higgins, visar en scen medan låten spelas, där en av huvudkaraktärerna, Harold, kör förbi gravstenar från kriget.
2005 spelades låten in av Dolly Parton på albumet Those Were the Days.

### Fotnoter
1. ↑  ”Arkiverade kopian”. Arkiverad från originalet den 29 september 2011. https://web.archive.org/web/20110929211053/http://www.yusufislam.com/albums/albums/12. Läst 8 januari 2012.